# 藤沢市立新林小学校
藤沢市立新林小学校（ふじさわしりつ しんばやししょうがっこう）は、神奈川県藤沢市川名にある公立小学校である。

## 沿革
- 1978年（昭和53年）
  - 4月3日：開校式
  - 6月5日：開校記念日
- 1980年（昭和55年）
  - 3月8日：校歌(作詞:菊池正次, 作曲:山下毅雄)が制定される
  - 9月14日：校舎の増築が完了し、引き渡される[2]

## 教育目標
「人との関わりを大切にし ささえあえる子どもを育てる」

## 学区
出典
- 鵠沼石上1丁目の一部・2〜3丁目
- 鵠沼東
- 片瀬旧番地
- 片瀬1丁目
- 片瀬山1〜2丁目
- 川名旧番地・1〜2丁目
- 鵠沼2276
- 南藤沢20の一部

## 進学先
- 藤沢市立鵠沼中学校 - 鵠沼地区から通う児童の進学先
- 藤沢市立片瀬中学校 - 片瀬地区から通う児童の進学先
- 藤沢市立村岡中学校 - 南藤沢地区から通う児童の進学先

## 著名な出身者
- 鈴江奈々 - 日本テレビアナウンサー[5]

## アクセス
JR東日本東海道本線・藤沢駅南口より徒歩15分。市立新林公園に隣接。